# 馬格特足球會
馬格特足球會（英語：Margate Football Club）是一支位於英格蘭東南部肯特郡海灘小鎮馬蓋特的足球俱樂部，目前於英格蘭足球依斯米安聯賽超聯組角逐。

## 支持者
2008-09球季平均入座率為523人，是英格蘭足球依斯米安聯賽第15高。從2001-02到2003-04，在英格蘭足球全國聯賽的三個賽季中，球會的平均入座率分別為1,233、684和562。

## 榮譽
- 英格蘭足球依斯米安聯賽
  - 超聯組附加賽冠軍：2014/15年；
- 英格蘭足球南部聯賽
  - 超聯組冠軍：2000/01年；
  - 甲組冠軍：1962/63年；
  - 甲組南冠軍：1977/78年；
  - 中部分區冠軍：1935/36年；
  - 東部分區冠軍：1935/36年；
  - 週中分區冠軍：1936/37年[8]；
- 南部聯賽盃（Southern League Cup）
  - 冠軍：1967/68年、1997/98年[9]；
- 肯特郡聯賽（Kent League）
  - 冠軍：1932/33年、1937/38年、1946/47年、1947/48年[8]；
- 肯特郡聯賽盃（Kent League Cup） 
  - 冠軍：1947/48年、1953/54年[9]；
- 肯特郡高級盃（Kent Senior Cup）
  - 冠軍：1935/36年、1936/37年、1973/74年、1993/94年、1997/98年、2002/03年、2003/04年、2004/05年[9]；

## 外部連結
维基共享资源上的相關多媒體資源：馬格特足球會
- Official website （页面存档备份，存于）
- Club history website （页面存档备份，存于）